# Headbanger!!
Pour les articles homonymes, voir Headbanger.
Singles de BABYMETAL
BABYMETAL × Kiba of Akiba
(2012) Ijime, Dame, Zettai
(2013)
Headbanger!! (ヘドバンギャー!!; parfois écrit Headbangeeeeerrrrr!!!!!) est le premier single solo et indie (deuxième au total) du trio japonais BABYMETAL.

## Présentation
Il s'agit aussi du deuxième single indépendant du groupe après celui en duo avec Kiba of Akiba intitulé alors BABYMETAL × Kiba of Akiba.
Il est aussi le dernier single indépendant du groupe avant de passer en major avec le prochain Ijime, Dame, Zettai qui sort peu après le 9 janvier 2013.
Ce single sort le 4 juillet 2012 en 2 éditions : l'édition régulière avec un CD seulement, et celle limitée. L'édition limitée contient également le CD et est livrée dans un boîtier de style "Égypte ancienne".
Il s'agit en fait d'un CD-Extra comprenant une session audio classique ainsi qu'une session de données lisible sur ordinateur comprenant un mini clip vidéo doublé en français, anglais, mandarin et arabe.
Il a atteint la 20e place dans les classements des ventes de l'Oricon et y est resté pendant 3 semaines,.
La chanson-titre et sa face-B U.ki U.ki Midnight figureront sur le premier album studio du groupe BABYMETAL qui sortira deux ans après, le 26 février 2014.
La chanson-titre avait déjà figuré sur le deuxième album de Sakura Gakuin, Sakura Gakuin 2012nendo ~My Generation~, sorti en mars 2013.

## Liste des titres
Toutes les paroles sont écrites par NAKAMETAL & EDOMETAL.
| 1. | Headbanger!! (ヘドバンギャー!!)                                   | NARAMETAL, NARASAKI | 4:22 |
| 2. | U.ki.U.ki★Midnight (ウ・キ・ウ・キ★ミッドナイト)                  | NARASAKI            | 3:20 |
| 3. | Headbanger!! (Air Vocal Ver.) (ヘドバンギャー!!)                  |                     |      |
| 4. | U.ki.U.ki★Midnight (Air Vocal Ver.) (ウ・キ・ウ・キ★ミッドナイト) |                     |      |